# Französische Naht

Schematischer Aufbau einer französischen Naht: 1. Links auf Links nähen (roter Stich) 2. Rechts auf Rechts nähen (grüner Stich)

Bei einer französischen Naht oder auch Rechts-links-Naht werden die beiden Stoffteile entlang der Stoffkante zunächst Links auf Links – also Innen auf Innen – gelegt und von rechts vernäht. Der Nahtüberstand wird dicht an der Naht abgeschnitten. Im zweiten Schritt wird das Teil auf links gewendet und Rechts auf Rechts – Außen auf Außen – gelegt. Die erste Naht befindet sich nun im Inneren des Teils. Eine zweite Naht wird dann so nah an die erste Naht gesetzt, dass der eingeschlagene Nahtteil komplett umschlossen wird. So entsteht eine Naht, die nicht versäubert werden muss und keine offenen Stoffkanten hat.
Im Gegensatz zur Kappnaht ist die französische Naht nicht flach, sondern nach innen wulstig und wird daher bevorzugt für dünne Stoffe eingesetzt. Da die Naht nicht von außen nach innen durchgenäht wird wie eine Kappnaht, eignet sie sich auch zum Nähen langer röhrenförmige Teile wie Ärmel oder Hosenbeine mit einer nicht dafür spezialisierten Nähmaschine.